# Трамбул (Небраска)
Трамбул (енгл. Trumbull) град је у америчкој савезној држави Небраска.

## Демографија
По попису из 2010. године број становника је 205, што је 7 (-3,3%) становника мање него 2000. године.
| Група             | 2000.       | 2010.       |
| Белци             | 211 (99,5%) | 193 (94,1%) |
| Афроамериканци    | 0 (0,0%)    | 1 (0,5%)    |
| Азијати           | 1 (0,5%)    | 0 (0,0%)    |
| Хиспаноамериканци | 0 (0,0%)    | 9 (4,4%)    |
| Укупно            | 212         | 205         |